# Берег Моусона
Бе́рег Мо́усона (англ. Mawson Coast) — название центральной и западной частей побережья Земли Мак-Робертсона в Восточной Антарктиде.
Берег Моусона представляет собой краевую часть материкового ледникового щита, поверхность которой круто поднимается в глубину континента и на расстоянии 50 км от берега достигает высоты 1000—1500 м. Имеется много выходов коренных пород.
Берег Моусона был открыт Британско-Австралийско-Новозеландской антарктической исследовательской экспедицией (БАНЗАРЭ) в 1930 году и назван в честь её руководителя, австралийского исследователя Дугласа Моусона. С тех пор это район преимущественно австралийских исследований. С 1954 года здесь действует австралийская полярная станция Моусон.